# Máté Lékai
Máté Lékai, madžarski rokometaš, * 16. junij 1988, Budimpešta.
Leta 2010 je na evropskem rokometnem prvenstvu s madžarsko reprezentanco osvojil 14. mesto.